# Ripley (Nyugat-Virginia)
Ripley város az USA Nyugat-Virginia államában, Jackson megyében, melynek megyeszékhelye is. Lakosainak száma 3079 fő (2020. április 1.).

## Népesség
A település népességének változása:
| Lakosok száma | 226  | 3252 | 3079 |
|               | 1870 | 2010 | 2020 |